# Amatörforskare
En amatörforskare eller privatforskare är en person som bedriver amatörforskning eller privatforskning, det vill säga en icke yrkesmässig utövare av forskning inom ett visst ämne, utan finansiering, institutionstillhörighet eller forskarexamen. Privatforskning fungerar ofta som hobby för dess utövare. Amatörforskning överlappar med begreppet medborgarforskning.
Vanliga typer av privatforskning är amatörastronomi, släktforskning och lokalhistoria. Under historien har det förekommit att exempelvis amatörastronomer, amatörarkeologer och oberoende konstvetare har lämnat viktiga bidrag till vetenskapen och publicerat sig i referentgranskade vetenskapliga publikationer. Amatörforskning publiceras ofta i hembygdslitteratur, släktforskarstidskrifter, science fiction-fanziner (exempelvis Amateur Science Stories och Science fiction fanzine), och populärvetenskapliga böcker utgivna på icke-akademiskt förlag. Resultat som publiceras i vetenskapliga publikationer är att betrakta som vetenskap, medan resultat som inte kan publiceras vetenskapligt kan vara pseudovetenskap.
I USA finns en yrkesorganisation för privatforskare (eng. independent scholars) kallad National Coalition of Independent Scholars.
Uttrycket amatörforskning har en mer negativ klang än privatforskare, därför att det ibland används av meningsmotståndare i nedsättande avsikt, förebärande att forskaren bedriver undermålig, "amatörmässig" forskning. Möjligheten att på egen hand tillägna sig kunskaper varierar från område till område och personens ifråga utbildningsnivå inom disciplinen kan därför ha relevans för hur forskningens kvalitet ska bedömas.

## Besläktade begrepp
Begreppet gentlemannaforskare är ett äldre begrepp för disputerad forskare utan finansiering och institutionstillhörighet. Kända gentlemannaforskare var Charles Darwin, Benjamin Franklin, Antoine Lavoisier och Robert Boyle.
Begreppet fritidsforskning kan förutom privatforskning även åsyfta akademisk forskning som bedrivs av fackman utan finansiering, exempelvis universitetslärare utan forskningsfinansiering.
En skuggdoktorand är en person som är anställd på ett lärosäte och bedriver forskarstudier utan att vara antagen till en forskarutbildning.

## Exempel i Sverige
En svensk amatörforskare som har uppmärksammats i media är Bob Lind, som på egen hand har utfört empiriska studier i arkeoastronomi vid Ales stenar i Skåne i syfte att påvisa en egen hypotes, dock utan att publicera sig akademiskt eller erhålla vetenskapligt erkännande.

### Skriftliga Källor
- R Gross, The Independent Scholar's Handbook: How to Turn Your Interest in Any Subject Into Expertise, 1993 (engelska)